# Minh Đức Hoàng hậu (Tống Thái Tông)
Minh Đức Lý Hoàng hậu (chữ Hán: 明德李皇后; 960 - 1004), là vợ thứ 3, đồng thời là Hoàng hậu tại vị duy nhất của Tống Thái Tông Triệu Quang Nghĩa.

## Tiểu sử
Minh Đức Hoàng hậu Lý thị, xuất thân là người Lộ Châu, Thượng Đảng (nay là Trường Trị, Sơn Tây), trong một gia tộc quan liêu lâu đời. Tổ phụ Lý Triệu (李肇), làm quan nhà Hậu Đường đến Tư không, tử nạn khi khai chiến với Khiết Đan. Thân phụ Lý Xử Vân (李處耘), khi ấy là Thứ sử của Tri Châu (淄州), trời sinh trí dũng lại gan dạ, sau được phong Tống triều Khai quốc nguyên huân (宋朝開國元勛), tặng Thái sư. Đích mẫu Ngô thị (吴氏), sinh mẫu là Trần thị (陳氏). Trong nhà bà, có anh trai Lý Kế Long (李继隆) làm đến Điện tiền đô Chỉ huy sứ rồi Tiết độ sứ, ngoài ra còn có Lý Kế Tuân (李继恂) cùng Lý Kế Hòa (李继和), đều làm Thứ sử rồi Tiết độ sứ, gia thế họ Lý ngày một thịnh vượng.
Trong những năm Khai Bảo thời Tống Thái Tổ Triệu Khuông Dận, vì là con cháu huân thần có công lao, Lý thị được tuyển làm Vương phi cho Triệu Quang Nghĩa, khi đó đang là Tấn vương (晉王).
Năm Ung Hi nguyên niên (984), Tống Thái Tông tức vị, lập Lý thị làm Hoàng hậu. Lý hậu đoan trang diễm lệ, nhân từ độ lượng, là bậc Mẫu nghi thiên hạ. Năm Chí Đạo thứ 2 (996), dụ tấn phong đích mẫu Ngô thị làm Vệ Quốc thái Phu nhân (衛國太夫人), sinh mẫu Trần thị làm Hàn Quốc thái Phu nhân (韓國太夫人).
Khi Tống Thái Tông quá thế (997), hoạn quan Vương Kế Ân (王继恩) ngầm lập Thái Tông trưởng tử Triệu Nguyên Tá thay Thái tử Triệu Hằng kế vị. Nhưng đại thần Lữ Đoan (吕端) đứng ra bảo hộ Thái tử, sử gọi Tống Chân Tông. Sau khi Chân Tông tức vị, Hoàng hậu Lý thị được tôn làm Hoàng thái hậu, ban đầu ngự ở Gia Khánh điện (嘉慶殿) thuộc Tây cung (西宮), sau chuyển qua Vạn An cung (萬安宮). Tống Chân Tông đối với Lý Thái hậu thập phần hiếu kính, mỗi khi bệnh đều hầu hạ thuốc thang, lại với anh trai của bà muôn phần vị nể, phong làm Tiết độ sứ của Trấn An Quân, kiêm Kiểm hiệu Thái phó (检校太傅), sau lại thăng Đồng Trung thư môn hạ Bình chương sự (同中書門下平章事), thập phần trọng dụng.
Năm Cảnh Đức nguyên niên (1004), ngày 15 tháng 3 (âm lịch), Lý Thái hậu qua đời, hưởng dương 45 tuổi. Thụy hiệu Minh Đức Hoàng hậu (明德皇后), táng ở Vĩnh Hi lăng (永熙陵).